# Romsey and Southampton North (circonscription du Parlement britannique)
Circonscription parlementaire de la Chambre des communes
La circonscription de Romsey and Southampton North est une circonscription située dans le Hampshire, et représentée à la Chambre des communes du Parlement britannique depuis 2010 par Caroline Nokes du Parti conservateur.

## Members of Parliament
| Élection | Élection | Membre         | Membre       | Parti        |
| -------- | -------- | -------------- | ------------ | ------------ |
|          | 2010     | Caroline Nokes |              | Conservateur |
|          | Sep 2019 | Caroline Nokes | Indépendant  |              |
|          | Oct 2019 | Caroline Nokes | Conservateur |              |

## Élections

### Élections dans les années 2010
| Parti         | Parti                | Candidat             | Voix   | %     | ±     |
| ------------- | -------------------- | -------------------- | ------ | ----- | ----- |
|               | Conservateur         | Caroline Nokes       | 27,862 | 54,2  | -2.9  |
|               | Libéral Démocrate    | Craig Fletcher       | 16,990 | 33,1  | +11.8 |
|               | Travailliste         | Claire Ransom        | 5,898  | 11,5  | -7.7  |
|               | UKIP                 | Geoff Bentley        | 640    | 1,2   | N/A   |
| Majorité      | Majorité             | Majorité             | 10,872 | 21,1  | -14.7 |
| Participation | Participation        | Participation        | 51,390 | 75,3  | +0.6  |
|               | Conservateur retenir | Conservateur retenir | Swing  | -7.35 |       |

| Parti         | Parti                     | Candidat             | Voix   | %     | ±     |
| ------------- | ------------------------- | -------------------- | ------ | ----- | ----- |
|               | Conservateur              | Caroline Nokes       | 28,668 | 57,1  | +2.7  |
|               | Libéral Démocrate         | Catherine Royce      | 10,662 | 21,3  | +3.4  |
|               | Travailliste              | Darren Paffey        | 9,614  | 19,2  | +7.3  |
|               | Green                     | Ian Callaghan        | 953    | 1,9   | -2.7  |
|               | Justice & Anti-Corruption | Don Jerrard          | 271    | 0,5   | n/a   |
| Majorité      | Majorité                  | Majorité             | 18,006 | 35,8  | -0.8  |
| Participation | Participation             | Participation        | 50,168 | 74,7  | +1.94 |
|               | Conservateur retenir      | Conservateur retenir | Swing  | -0.35 |       |

| Parti         | Parti                | Candidat             | Voix   | %     | ±     |
| ------------- | -------------------- | -------------------- | ------ | ----- | ----- |
|               | Conservateur         | Caroline Nokes       | 26,285 | 54,4  | +4.6  |
|               | Libéral Démocrate    | Ben Nicholls         | 8,573  | 17,7  | -23.5 |
|               | Travailliste         | Darren Paffey        | 5,749  | 11,9  | +5.5  |
|               | UKIP                 | Sandra James         | 5,511  | 11,4  | +8.8  |
|               | Green                | Ian Callaghan        | 2,218  | 4,6   | n/a   |
| Majorité      | Majorité             | Majorité             | 17,712 | 36,6  | +28.4 |
| Participation | Participation        | Participation        | 48,336 | 72,76 | +0.1  |
|               | Conservateur retenir | Conservateur retenir | Swing  | +14.1 |       |

Cette circonscription a été contestée pour la première fois lors des élections générales de 2010. La MP libérale démocrate Sandra Gidley était la MP de l’ancienne circonscription de Romsey depuis 2000.
| Parti         | Parti                                  | Candidat        | Voix   | %    | ±    |
| ------------- | -------------------------------------- | --------------- | ------ | ---- | ---- |
|               | Conservateur                           | Caroline Nokes  | 24,345 | 49,7 | +6.6 |
|               | Libéral Démocrate                      | Sandra Gidley   | 20,189 | 41,3 | −2.4 |
|               | Travailliste                           | Aktar Beg       | 3,116  | 6,4  | -4.6 |
|               | UKIP                                   | John Meropoulos | 1,289  | 2,6  | +0.3 |
| Majorité      | Majorité                               | Majorité        | 4,156  | 8,4  | N/A  |
| Participation | Participation                          | Participation   | 48,939 | 72,6 | +6.2 |
|               | Conservateur vainqueur (nouveau siège) |                 |        |      |      |

## Sources
- Romsey and Southampton North on UKPollingReport